# Sint-Jozefscollege (Aarschot)
Het Sint-Jozefscollege van Aarschot is een aartsbisschoppelijk college, basisschool en avondschool in Aarschot. Het college werd in 1876 opgericht.

## Geschiedenis
De eerste directeur werd E.H. Jan Bols (1876-1884) uit Werchter. Zijn opvolger startte met een lagere school (1885). De middelbare afdeling kende door de jaren heen een geleidelijke uitbouw met het doortrekken en diversifiëren van de moderne humaniora. Een versnelling daarvan trad op in het begin van de jaren '60: uitgezonderd Menswetenschappen was het totale humaniora-aanbod aanwezig.
In die periode (1961) richtte E.H. Joris Devroye een avondschool (Talen- en Handelsinstituut Aarschot) op. Hij en zijn opvolgers zouden ze uitbouwen tot een volwaardige vorm van volwassenenonderwijs (CVO Hageland) met een ruim aanbod in talen, ICT, handel en chemie, zowel in avond- als in dagcursussen.
Directeur E.H. Wim Mariën (1961-1965) begon middelen te vergaren voor een gebouw voor de lagere school. Onder zijn opvolger verhuisde ze definitief naar de terreinen op Bekaf (1966). In 1999 werd ook een kleuterafdeling opgericht.
Onder directeur E.H. Karel Jespers (1965-1979) werd het Vernieuwd secundair onderwijs (VSO) ingevoerd. Tijdens het schooljaar 1972-73 was er een samenwerking met het Damiaaninstituut, maar deze werd niet verdergezet. 
Onder Paul Wouters (1979-1992), de eerste lekendirecteur, werd het leerlingenaantal verdubbeld. In 1981 werd de scholengemeenschap met het Sint-Jozefsinstituut Betekom gevormd. In 1985 verhuisde de eerste graad naar Bekaf. In 1992 werd de school gemengd. 
De school is lid van de scholengemeenschap Arcadia.

## Bekende leraars en oud-leraars
- Els Beerten, schrijfster
- Jan Hammenecker
- Gunnar Riebs
- Konstant Vangenechten

## Bekende oud-leerlingen
- Els Beerten, schrijfster
- Stijn Kolacny, musicus
- Steven Kolacny, musicus
- Arthur Meulemans, componist
- Herman Meulemans, componist
- Luc Sels, rector KULeuven
- Bart Schols, VRT-journalist
- Felix Strackx, politicus
- Richard Van Leemputten, volksvertegenwoordiger
- Bram Verbruggen, meteoroloog
- Dany Verlinden, voetballer
- Wim Willems, redacteur
- Bart Van Leemputten, televisieregisseur